# Estádio Urbano Caldeira
Het Estádio Urbano Caldeira, ook bekend onder de naam Estádio Vila Belmiro, is een voetbalstadion in de Braziliaanse stad Santos.

## Geschiedenis
Het werd geopend op 12 november 1916 en heeft een capaciteit van 16.068 toeschouwers. Het stadion is de thuishaven van de voetbalclub Santos FC, dat in de jaren zestig van de twintigste eeuw een van de beste clubs ter wereld was.
In 1949 werd in het stadion in het kader van het Zuid-Amerikaans kampioenschap de interland Peru-Bolivia in het stadion gespeeld, Peru won met 3-0.